# La Asunción Colhuacatzinco
La Asunción Colhuacatzinco (en náhuatl: donde están los colhuas de gran importancia) es un barrio ubicado en Xochimilco, al sur de la Ciudad de México. Este barrio está ubicado al sur de la Chinampería y al norte de la calle Josefa Ortiz de Domínguez. Se encuentra cerca de los barrios El Rosario, La Guadalupita, La Concepción Tlacoapa y San Esteban Tecpapan. Al oeste se encuentra la avenida Benito Juárez, el callejón Chicoco y Pelaxtitlán. Este barrio nace de un asentamiento originado por Colhuas del año 1525. Anteriormente era conocido como Colhuacatzinco-Atlitic cuyo significado en náhuatl es "Lugar donde están los reverenciados Colhuas - En el agua"; del náhuatl Colhuah (los Colhuas) + ca (partícula de unión) + tzin(tli) (reverencial) + co (sufijo locativo), atl (agua) + itic (dentro; las palabras precedentes a este sufijo no pierden la terminación -tl).
Asunción Colhuacatzinco era el vigésimo de los barrios xochimilcas hasta que en 1576 surgió la epidemia cocoliztli que arrasó con tres de estos barrios. Este barrio fue considerado cerrado socialmente a los extranjeros debido a que durante en algún momento las personas ajenas al lugar eran objeto de agresiones.

## Fiestas

### Virgen de Asunción
El 15 de agosto se celebra la festividad de la Virgen y todas las fachadas se adornan con flores y papeles de colores para celebrar la fiesta patronal. La noche anterior, se comienza con fuegos artificiales y se cantan Las Mañanitas a la Virgen de Asunción, su patrona. Durante el día se realiza una procesión recorriendo Cuauhtenango, Bodoquepa, Pelaxtitla, Huahualaco, Tlaxcalapan, el Infiernito y Chicoco con músicos que alegran el día.

### Semana Santa
Las celebraciones de la Semana Santa son una tradición vigente desde el Siglo XVII. Los Jueves Santos se realiza la "Visita de las Siete casas".  En este día se cubren todas las imágenes religiosas como un símbolo de luto. En la Capilla de Asunción Colhuacatzinco se regalan ramitos de manzanilla y panes bendecidos como agradecimiento a las limosnas otorgadas por la gente del barrio. En Viernes Santo se realiza una procesión en silencio desde el Convento de San Bernardino de Siena, siguiendo a Jesús de la Cruz y hasta la Iglesia de La Asunción previamente adornada con flor de chícharo donde la comunidad consume tamales blancos y café para velar a Jesús. También el Domingo de Pascua se acostumbra realizar la "Quema de Judas" (muñecos con fuegos artificiales en el interior).

### Virgen de los Dolores de Xaltocan
Durante el festejo a la Virgen de los Dolores, la comunidad del barrio hace una visita al barrio de Xaltocan. Se realiza un Novenario a la Señora de los Dolores de Xaltocan presidida por el mayordomo en turno (designado por una lista de espera). Actualmente existen cinco callejones en Xaltocan y una imagen de la virgen en cada uno con su respectivo mayordomo. La fiesta comienza cuando los vecinos de los callejones van al santuario por la imagen peregrina y la llevan a Asunción. Al día siguiente se realiza la procesión al santuario. La fiesta dura una semana y culmina con una procesión a Xaltocan para devolver la imagen peregrina.

### Día de la Santa Cruz
La fiesta de la Santa Cruz se realiza el 3 de mayo, donde la comunidad del barrio se dedica a limpiar las cruces que existen en toda Asunción. Se realizan trabajos de limpieza en la comunidad, se adorna con flores y música, culminando con una cena y bailes. Para la planificación se crean cuatro mesas directivas: una de mujeres casadas, hombres casados, muchachas y la última de muchachos; cuyo trabajo es buscar crear la mejor celebración. En esta celebración los mayordomos sacan de su casa la réplica de la cruz de cada esquina que resguardan en su casa para adornarlas y colocarlas al lado de la existente. Es en este día también en la que se realiza el cambio de mayordomo después de una misa realizada por los aspirantes a mayordomos vecinales.

## Capilla de Asunción Colhacatzinco
Esta Capilla es el centro religioso del barrio de Asunción Colhuacatzinco y donde se realizan gran parte de las fiestas de la comunidad. Tiene cuatro campanas del siglo VII, dos casillas, una escultura de la Asunción de María y un órgano del siglo XVII. Fue inaugurada en 1680 con piedras labradas prehispánicamente como tributo a la Asunción de la virgen María. Está construida con piedra volcánica y cal sobre un templo indígena. Dentro se encuentra un retablo mayor con una escultura tallada de madera encima de un nicho en medio de dos columnas con capiteles dóricos y un Sagrario. En 1827 fue restaurada y a mediados de 1932 fue declarada monumento nacional. Durante el siglo XIX fue intervenida y adicionada con estilo neoclásico con arcos contrafuertes y un moderno retablo de finales del siglo pasado.